# Совместное использование файлов
Совме́стное испо́льзование фа́йлов (жарг. расша́ривание, от англ. file sharing) — предоставление файлов, находящихся на компьютере, в общий доступ для других пользователей компьютерной сети.
При совместном использовании возможно разделение доступа и управление доступом, то есть предоставление доступа к файлу только ограниченному кругу пользователей и (или) с определённых компьютеров; возможно предоставление различных прав доступа:
- доступ только для чтения,
- право чтения и изменения,
- и т. п.

В современном Интернете популярностью пользуются файлообменные сети, предоставляющие доступ (только для чтения) к избранным популярным файлам достаточно широкому (нередко и вовсе неограниченному) кругу пользователей, с целью обмена файлами (файлообмен). Этот процесс называется раздачей файла.
Вторым значением термина «совместное использование файлов» является одновременная правка файла несколькими пользователями. Это используется в современных системах разработки, нередко в сочетании с определённой системой управления версиями.